# Ankershagen
Ankershagen es un municipio situado en el distrito de Llanura Lacustre Mecklemburguesa, en el estado federado de Mecklemburgo-Pomerania Occidental (Alemania), a una altitud de 60 metros. Su población a finales de 2016 era de 500 habs. y su densidad poblacional, 20 hab/km².
Se encuentra a poca distancia al este del lago Müritz, el mayor de Alemania.